# Argyrogrammana caesarion
Argyrogrammana caesarion is een vlindersoort uit de familie van de prachtvlinders (Riodinidae), onderfamilie Riodininae.
Argyrogrammana caesarion werd in 1958 beschreven door Lathy.